# Besleria longipedunculata
Besleria longipedunculata là một loài thực vật có hoa trong họ Tai voi. Loài này được Britton mô tả khoa học đầu tiên năm 1900.